# Hvězdošovité
Hvězdošovité (Callitrichaceae) je bývalá čeleď která byla novým kladistickým taxonomickým systémem APG zrušena. Jediný rod hvězdoš byl přeřazen do čeledě jitrocelovité (Plantaginaceae).

## Popis
Jednoleté nebo víceleté jednodomé byliny (pouze jeden druh dvoudomý), vodní nebo rostoucí na vlhkém substrátu. Lodyhy prodloužené (ve vodním sloupci) nebo zkrácené (na terestrických stanovištích), se štítkovitými chlupy. Listy vstřícné, bez palistů, jednoduché, celokrajné. Květy jednopohlavné, redukované, se 2 listenci (někdy chybí nebo záhy opadavé), bezobalné. Samčí květy s 1 tyčinkou, samičí s dvoupouzdrým semeníkem se 2 čnělkami. V každém pouzdru semeníku dvě anatropní (obrácená) vajíčka. Semeník se po oplození zaškrcuje druhotnými přehrádkami na čtyři části. Plod (tvrdka) poltící se ve 4 jednosemenné díly, merikarpia.
Čeleď má jen jeden rod hvězdoš (Callitriche) s cca 50 druhy, rozšířenými po celém světě.